# Parasarsiella
Parasarsiella is een geslacht van kreeftachtigen uit de klasse van de Ostracoda (mosselkreeftjes).

## Soorten
- Parasarsiella benthedi (Kornicker, 1992) Kornicker, 1994
- Parasarsiella globulus (Brady & Norman, 1896) Poulsen, 1965
- Parasarsiella poorei Kornicker, 1994
- Parasarsiella vibex (Kornicker, 1991) Kornicker, 1994